# باشگاه فوتبال ال پورونیر
باشگاه ال پورونیر (انگلیسی: Club El porvenir) باشگاه فوتبال واقع در خرلی، آرژانتین است.

## باشگاه فوتبال
باشگاه ال پورونیر باشگاه فوتبال آرژانتین است که در منطقه Gerli Lanús Partido واقع در بوینس آیرس بزرگ واقع شده‌است. این تیم در حال حاضر در Primera C، بخش چهارم منطقه ای سیستم لیگ فوتبال آرژانتین بازی می‌کند.

## تاریخچه

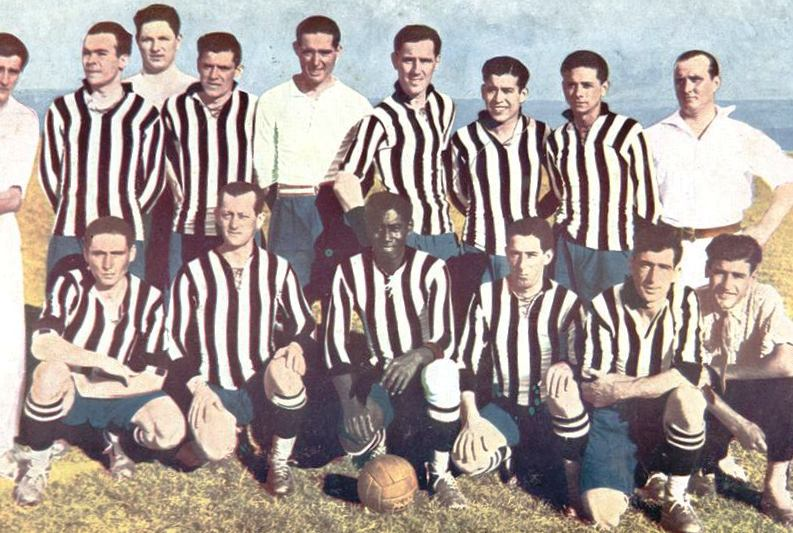
تیمی که در سال ۱۹۲۷ عنوان Primera B را به دست آورد، به عنوان نخستین بازی را ترویج داد.

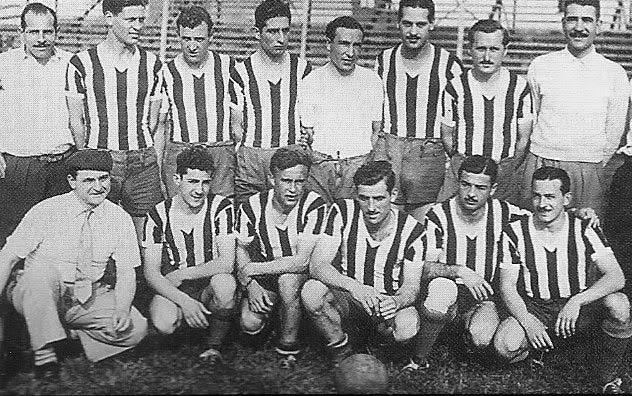
باشگاه در سال ۱۹۴۳

این باشگاه در تاریخ ۱۲ سپتامبر ۱۹۱۵ در ویلا پورونیر، Avelaneda Partido تأسیس شد که عمدتاً به عنوان یک باشگاه کشتی کج گری کریسمس بود. تیم فوتبال در سال ۱۹۱۸ در تورنمنت‌های رسمی شرکت کرد و بازی‌های خانگی خود را در باشگاه "Sigame Si Puede" ("به من اگر می‌توانید ادامه دهید"، اسپانیایی، فعلی Sportivo Dock Sud) بازی کند.
در سال ۱۹۱۹، ال پورونیر میدان می‌دید که اولین استادیوم آن ساخته خواهد شد، و این عنوان را به دست آورد که این گروه به یک سال بعد اجازه داد تا بخش بین‌الملل (دوم)، Primera B را ارتقا دهد، بنابراین به Primera División، بخش بالای سیستم لیگ آرژانتین. پس از فصل اول خود در Primera División, ال پور-ونیر در مسابقات قهرمانی ۱۹۲۱ به ۵ درجه رسید.
با این وجود، پس از ۱۵ درجه در فصل ۱۹۲۶، الکس Porvenir وابستگی به بدن، همراه با همه پسران، Colegiales, Nueva شیکاگو، Temperley و Sportivo بارراکاس از دست داد. یک سال بعد، ال پورونیر عنوان Primera B را به دست آورد و به Primera بازگشت. هنگامی که فوتبال حرفه ای در آرژانتین در سال ۱۹۳۱ حرفه ای شد، ال پورونیر در انجمن آماتور رسمی باقی ماند و بهترین عملکرد را در سال ۱۹۳۴ به دست آورد، زمانی که این تیم ۵ درجه از ۲۳ تیم را به پایان رساند. با این حال، ال پورونیر دوباره زمانی که هر دو انجمن، آماتور و مخالف لیگ آرژانتین دی فوتبال ادغام شدند به تشکیل یک بدن منحصر به فرد.
ال پورونیر در سال ۱۹۵۴ یکی دیگر از عنوان قهرمانی Primera C را به دست آورد. این تیم در سال ۱۹۹۷–۱۹۹۸ با پیروزی در مسابقات Primera B Metropolitana به عنوان عنوان دیگری به دست آورد، در نتیجه به عنوان Primera B Nacional، بخش دوم بخش فوتبال آرژانتین.

## بازیکنان

### بازیکنان کنونی
| شماره |          | پست       | بازیکن                    |
| ----- | -------- | --------- | ------------------------- |
|       | آرژانتین | دروازه‌بان | Maximiliano Díaz          |
|       | آرژانتین | دروازه‌بان | Hector Ezequiel Velazquez |
|       | آرژانتین | مدافع     | Patricio Grgona           |
|       | آرژانتین | مدافع     | Jonathan Caprarullo       |
|       | آرژانتین | مدافع     | Emanuel Russo             |
|       | آرژانتین | مدافع     | Iván Zafarana             |
|       | آرژانتین | مدافع     | José Shaffer              |
|       | آرژانتین | مدافع     | Walter Zunino             |
|       | آرژانتین | مدافع     | Guillermo Báez            |
|       | آرژانتین | مدافع     | Hernán Pereira            |
|       | آرژانتین | هافبک     | Lucas Miguens             |

| شماره |          | پست   | بازیکن                    |
| ----- | -------- | ----- | ------------------------- |
|       | آرژانتین | هافبک | Nicolás Marquevich        |
|       | آرژانتین | هافبک | Hugo Palmerola            |
|       | آرژانتین | هافبک | Román Martinangeli        |
|       | آرژانتین | هافبک | Ciro Campuzano            |
|       | آرژانتین | هافبک | Sergio Meza Sánchez       |
|       | آرژانتین | مهاجم | Guillermo Carrizo         |
|       | آرژانتین | مهاجم | Lucas Barrientos Aguilera |
|       | آرژانتین | مهاجم | Guillermo Correa          |
|       | آرژانتین | مهاجم | Matías Mansilla           |
|       | آرژانتین | مهاجم | Federico Motta            |

## استادیوم‌ها
در طول دهه ۱۹۲۰، ال پورونیر چندین مزرعه را تا زمان برگزاری خود در Lanús، جایی که این تیم تا سال ۱۹۳۹ بازی کرد، اجاره کرد. اولین بازی بینالمللی ال پورونیر در ۱۲ اکتبر ۱۹۲۰ علیه تیم ملی اروگوئه بود. در سال ۱۹۴۱ این باشگاه توسط انجمن به دلیل آنکه زمینه ای نداشت، توسط باشگاه متولد شد، بنابراین ال پورونیر شروع به ساخت یک استادیوم در Gerli, Lanús Partido کرد. استادیوم در ۴ آوریل ۱۹۴۲ افتتاح شد و سپس در سال ۱۹۴۳ برای میزبانی ۱۰٬۰۰۰ تماشاگر بزرگ شد. این محل تا سال ۱۹۶۸ استفاده شد.
استادیوم کنونی در زمین‌هایی که توسط دولت آرژانتین ساخته شده بود، ساخته شد و در تاریخ ۲۴ آوریل ۱۹۷۱ افتتاح شد. اولین بازی انجام شده در برابر باشگاه Defensores de Almagro که به پایان رسید ۱–۱ رسید.

## تابلو مربیان پیشین
- خوسه باسوالدو (۲۰۰۶)
- نوربرتو رافو (۱۹۷۸–۷۹)